# Cianato
Em química, o ânion cianato tem fórmula química [OCN]- Sendo formado por, uma átomo de carbono, um de oxigênio e outro de nitrogênio. Tais átomos estão ligados por ligação covalente. 
Em compostos orgânicos, o grupo cianato é um grupo funcional.